# ミニッツ
『ミニッツ』は、乙野四方字による日本のライトノベル。イラストはゆーげんが担当。第18回電撃小説大賞で選考委員奨励賞を受賞した。電撃文庫（アスキー・メディアワークス→KADOKAWA）より2012年4月から2015年10月まで刊行された。

## 登場人物
相上 櫻（あいがみ さくら）
本作に主人公。私立穂尾付（ほおづき）学園高校一年一組。一分間だけ相手の心を読むことの出来る能力『ミニッツ』を持つ。『一年生で学園の生徒会長になる』という野望を達成すべく、手段を選ばず生徒ポイントを貯め続けている。
琴宮 遥（ことみや はるか）
私立穂尾付学園高校二年二組。『創作遊戯研究会』に所属する、生徒会副会長。教師や生徒からの評判も良く清楚可憐なイメージだが、心理ゲーム『馬鹿と天才ゲーム』の発案者というクレバーな一面も持つ。
波名城 アザミ（はなしろ あざみ）
私立穂尾付学園高校一年一組。櫻のクラスメイトで幼馴染み。普段から何故か目を大きく見開いている不思議な少女。胸には日本人形の『依子』を抱く。櫻にとって、もっとも大切な『守るべき存在』。
琴宮 彼方（ことみや かなた）
私立穂尾付学園高校一年二組。遥の妹。とある理由で不登校になっている。しっかりした姉に全般の信頼をおいている。天然でおっとりした性格の持ち主。
岸良 夏凪（きしら かなぎ）
私立穂尾付学園高校一年二組。『創作遊戯研究会』所属。彼方のクラスメイト。男にも女にも見える中性的な美形だが、やや目つきが悪い。櫻の『善人』としての振る舞いを嫌っており、生理的にも彼が嫌い。
相ヶ瀬 茉莉（あいがせ まつり）
私立穂尾付学園高校二年一組。好奇心旺盛な年上美人。表情や風貌もとても賑やかである。特に胸のあたりに男の浪漫がいっぱい詰まっている。要は巨乳。禁断？の出会いをきっかけに、櫻の力に勘付き掛けている。
守垣内 明芳（かみがいと あきよし）
私立穂尾付学園高校二年一組。東京から地域留学生としてやってきた。素直で無邪気。悪意は一切ないが、その振る舞いは傍若無人。神に見初められたように、『必ず勝負に勝つ』少年。
守垣内 芽明（かみがいと めいあ）
私立穂尾付学園高校二年一組。明芳の双子の妹。『ドジッ娘天使』の異名を持つ天然美少女。よく皆の前ので転ぶため、スカートの中は（賛否両論の）スパッツ装備。
乾 陣内（いぬい じんない）
私立穂尾付学園高校二年一組。素行が悪くいわゆる不良。その風貌に似合わず『創作遊戯研究会』に所属している。創作ゲーム『ワルツの14番』を考案した。
鬼灯 よもぎ（ほおづき よもぎ）
私立穂尾付学園高校三年一組。『創作遊戯研究会』所属で、初代生徒会長。穂尾付町の頂点に君臨する鬼灯一族の孫娘。祖父により人生の全てが決められている。幼少期から全てを決められていたため、感情があまりなく、常に無表情。
田辺 和貴（たなべ かずたか）
私立穂尾付学園高校三年。『創作遊戯研究会』の会長で、初代生徒会長であるよもぎから任を継いでから作中での生徒会選挙が終わるまで生徒会長を三代に渡って務め上げた傑物。
早乙女 月緒（さおとめ つきお）
私立穂尾付学園高校一年一組。櫻のクラスメイト。普段はおしとやかであまり目立たない。櫻の生徒総会での活躍（ポイント稼ぎ）により不登校の原因にもなっていた学校でも祖母の形見である紅いかんざしを挿すことを許可された。
御幸院 彦星（みゆきいん ひこぼし）
私立穂尾付学園高校二年二組。ごく一部で誉れ高き『波名城アザミ親衛隊』の隊長。その仰々しい名前は、元々は由緒正しき寺の息子であったため。なお、頭が禿頭なのは･･･。
イガグリ
私立穂尾付学園高校一年一組。櫻のクラスメイト。『波名城アザミ親衛隊』の1人。本名、今蓋 清太（いまふた せいた）。
シチサン
私立穂尾付学園高校一年一組。櫻のクラスメイト。『波名城アザミ親衛隊』の1人。
カリアゲ
私立穂尾付学園高校一年一組。櫻のクラスメイト。『波名城アザミ親衛隊』の1人。
テンパー
私立穂尾付学園高校一年一組。櫻のクラスメイト。『波名城アザミ親衛隊』の1人。

## 用語

### ミニッツ能力
ミニッツ能力とは、ある共通点を持つ人間達が使える能力のことである。

ミニッツ能力は一分間だけしか使えず、その後の一分間には『反動』が発生する。
心を読む能力
使用者：相上 櫻

一分間、任意の人間の心を読むことが出来る。

『反動』として、一分間自分の思ったことを全て声に出して喋ってしまう。
会話をする能力
使用者：琴宮 彼方

一分間、亡くなった琴宮姉妹の母親と会話することが出来る。

しかし、この能力を使うことで周囲の二酸化炭素濃度を高くするなど、不明な点が多すぎる能力。

『反動』として、一分間生きている人間の声が聞こえなくなる。

彼方曰く、「喋っていることを認識できない」。
幸運にする能力
使用者：守垣内 芽明

一分間、兄である明芳を幸運にする能力。

『反動』として、一分間自分が不幸になる。
触れた相手になる能力
使用者：鬼灯 よもぎ

一分間、手で触れた相手の記憶・人格・能力と同じになる能力。外見はそのまま。

『反動』として、一分間幼児退行して何もできなくなる。
歌に心を込める能力
使用者：早乙女 月緒

一分間、歌声に感情を込めて歌うことができる能力。

『反動』として、一分間ロボットのようにしか歌えなくなる。

### 独創ゲーム
馬鹿と天才ゲーム（原作1巻に登場）
プレイ人数：2人 ※理想としては、ジャッジ役にもう1人。
・プレイヤーはまず、どちらが『馬鹿』でどちらが『天才』かを決める（方法は任意で構わない）。
・『馬鹿』と『天才』が決まれば、ジャッジ役の合図でゲーム開始。ジャッジがいないなら2人で同時に合図をする。
・ゲーム開始と同時に、『馬鹿』と『天才』は自由に会話する。勝敗は以下によって決する。
『馬鹿』の場合――『天才』の言う事を絶対に理解してはいけない。納得してはいけない。
『天才』の場合――『馬鹿』の言う事を絶対に理解しなければならない。納得しなければならない。
『馬鹿』と『天才』、それぞれに課されたルールに反した方の負けとなる。
ワルツの14番（原作2巻に登場）
使用するもの：トランプ
プレイ人数：2～4人（トランプを複数セット用意すれば何人でも可能）
準備：プレイヤーは1人1つのスートの1～13まで持つ。これを『持ち札』と呼ぶ。親を1人決める。方法は何でも良い。
・親は自分の持ち札から1枚を伏せて出す。これを『手札』と言う。
・全ての子はそれに対し『チェンジ』『オープン』のどちらかを宣言する。
『チェンジ』：子は手札を出さない。
『オープン』：子は持ち札から1～3枚の手札を出す。ただし合計13を超える同時出しは出来ない。
・誰かが『オープン』した場合
親と子の手札を開き、数字の合計が14なら子の勝ち抜け。
親と同じ数字だった場合は子の負け抜け。
どちらでもなかった場合、親と子の手札は捨て札とする。
・誰も『オープン』しなかった場合
親の手札を開き、捨て札とする。
ただし、親はゲーム中に一度だけ『インビジブル』を宣言できる。
その場合、親の手札は捨て札になるが開かなくてよい。
・次の子が親になり、最後の1人になるまで繰り返す。
クレタ人の朗読会（原作3巻に登場）
使用する物：本
プレイ人数：2～何人でも
準備：ゲームに使う本を用意する。本の種類は問わない。1人につき1冊でも良いし、全体で1冊でも良い。
親を1人決める。方法は何でも良い。
・親は本の任意のページを開く
・開いた左右のページから2つの文を選んで「A」「B」として読む。
・1つの文は書いてある事をそのまま読まなければならない。
・1つの文は必ずどこか1箇所を改変した嘘の文を読まなければならない。
※例題（使用する本：川端康成「雪国」）
A「国境の長いトンネルを抜けると沖縄だった。」
B「夜の底が白くなった。」
（嘘の文は「A」。正しくは「沖縄」ではなく「雪国」。）
※「文」の定義
句点、クエスチョン、エクスクラメーションで区切られた1まとめの物。
最低でも2つ以上の文節を含むこと。
文節や単語が1つだけの物は文とは見なさない。
子は全員がAとBどちらの文が嘘であると思うか示す。
紙に書く、伏せ札を使う、口で言う等、方法は参加者の協議の上で決める。
嘘の文を当てられた人数分だけ、親のマイナスポイントとなる。
次の子が親になり最初へ戻り、全員が親を終了するまで繰り返す。
最終的にマイナスポイントが少ない順で順位が決まる。
セトル（原作4巻に登場）
使用するもの：グー、チョキ、パーが描かれた3枚の紙。
準備：親を1人決め、3枚のカードを任意の順番で伏せる。
・子が伏せられたカードのうち1枚を選ぶ。
・親が残った2枚のカードから1枚を選ぶ。
・子は自分が選んだカードと残ったカードを交換してもいいししなくてもいい。
・最終的に選んだカードを開き、親と子でじゃんけんをする。
ブラインド・ラバー（原作5巻に登場）
使用するもの：トランプのAとKを4枚ずつ。
準備：すべてのプレイヤーにAとKを1枚ずつ配り、シャッフルして右隣へ渡す。
・全員が一斉に、どちらか片方のカードを自分には見えないように額の前にかざす。
・自由に会話をして、相手の反応から自分のカードがAかKかを推理する。
・話し合いの時間が終了したら、一斉にどちらかの『告白』をする。
・自分と同じ数字だと思う相手を指さす。
・自分だけ違う数字だと思ったら誰も指ささずに手を上げる。
・カードを公開し、結果によってポイントが増減する。先に5点になった者が勝利。

## 既刊一覧
- 乙野四方字（著）・ゆーげん（イラスト）、アスキー・メディアワークス→KADOKAWA〈電撃文庫〉、全5巻
  - 『ミニッツ 〜一分間の絶対時間〜』、2012年4月10日初版発行（同日発売[3]）、ISBN 978-4-04-886523-4
  - 『ミニッツ2 〜神の幸運、女神の不幸〜』、2012年7月10日初版発行（同日発売[4]）、ISBN 978-4-04-886698-9
  - 『ミニッツ3 〜神殺しのトリック〜』、2012年10月10日初版発行（同日発売[5]）、ISBN 978-4-04-886979-9
  - 『ミニッツ4 〜スマイルリンクの歌姫〜』、2013年2月10日初版発行（同日発売[6]）、ISBN 978-4-04-891404-8
  - 『ミニッツ5 〜鬼火の消えるとき〜』、2015年10月10日初版発行（同日発売[7]）、ISBN 978-4-04-865441-8